# Michael Grumley
Michael Grumley (* 6. Juli 1942 in Bettendorf, Iowa; † 28. April 1988 in New York City)  war ein US-amerikanischer Autor.

## Leben
Grumley studierte an der University of Denver, am City College of New York und am Iowa Writers’ Workshop Kreatives Schreiben. Grumley erreichte 1964 einen Bachelor-Abschluss in Philosophie an der University of Wisconsin-Milwaukee. Er interessierte sich für Kryptozoologie und schrieb 1974 ein Buch über Bigfoot mit dem Titel There are giants in the earth. In einem weiteren Buch After midnight beschäftigte er sich mit Lebensgeschichten von Menschen, die in der Nacht am Arbeiten sind.
Am 28. April 1988 starb Grumley mit 46 Jahren im New York University Hospital an den Folgen von AIDS. Sein langjähriger Lebensgefährte war der US-amerikanische Autor Robert Ferro, der im selben Jahr an AIDS verstarb. In Erinnerung an die beiden Schriftsteller Grumley und Ferro wird seit 1990 jährlich der LSBT-Literaturpreis Ferro-Grumley Award in New York City von der Organisation Publishing Triangle vergeben.

## Werke (Auswahl)
- Atlantis : the autobiography of a search, Bell, 1970
- There are giants in the earth, Doubleday, 1974, ISBN 0-385-07583-9
- Hard corps: studies in leather and sadomasochism, E P Dutton, 1977, ISBN 0-525-47457-9
- After midnight: the world of the people who live and work at night, Scribner, 1978, ISBN 0-684-15310-6
- Life drawing : a novel, Vorwort: Edmund White, Grove, 1991, ISBN 0-8021-1438-5[3]